# Константин Варламов
Константин Александрович Варламов (23 май 1848 – 15 август 1915) е руски драматичен и комедиен актьор. От 1875 играе в петербургския Александровски театър.

## Роли
- Болшов – в „Свои хора сме, ще се разберем“ на Николай Островски;
- Осип – в „Ревизор“ на Гогол;
- Сганарел – в „Дон Жуан“ на Молиер и др.